# Olenecamptus timorensis
Olenecamptus timorensis es una especie de escarabajo longicornio del género Olenecamptus, categorizada en la tribu Dorcaschematini, de la subfamilia Lamiinae. Fue descrita por Franz en 1972.

## Descripción
Mide 17,5 mm de longitud.

## Distribución
Se distribuye por Indonesia y Timor Oriental.